# Aleiodes simillimus
Aleiodes simillimus är en stekelart som först beskrevs av William Harris Ashmead 1889.  Aleiodes simillimus ingår i släktet Aleiodes och familjen bracksteklar. Inga underarter finns listade i Catalogue of Life.